# Test de impact

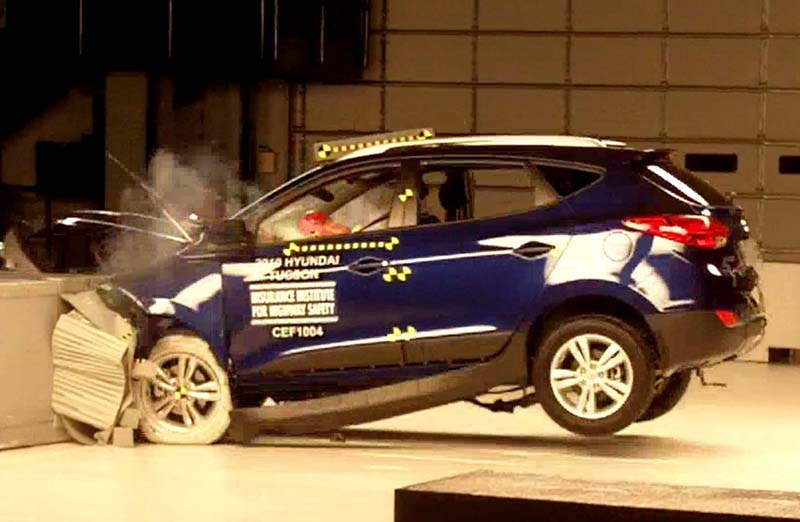
Test frontal decalat efectuat asupra de un Hyundai Tucson

Un test de impact este o operațiune realizată în laborator, constând în testarea comportamentului vehiculelor la șoc sau în caz de coliziune. Vehiculul testat (automobil, vagon de tren) este proiectat la o viteză dată într-un obstacol masiv, respectiv imobilizat și supus la un impact cu o masă mobilă determinată, pentru a se reconstitui condițiile naturale de coliziune și pentru a se măsura deformațiile în structura vehiculului, precum și șocul suferit de pasageri. Aceștia din urmă sunt reprezentați de niște dispozitive antropomorfe de testare, manechine create special pentru astfel de studii și încercări simulatoare.

## Începuturi
La finele anilor 1930, numărul deceselor survenite în accidentele rutiere era foarte ridicat. Autoritățile au devenit astfel conștiente că augmentarea numărului de vehicule și creșterea vitezei de deplasare, generaseră o creștere semnificativă în rândul victimelor.
Odată cu apariția studiilor de accidentologie auto, s-a constatat că vehiculele nu fuseseră concepute pentru a rezista la accidente, iar soarta ocupanților nu fusese luată în calcul la construcția lor. Mai târziu, tehnicile de sporire a securității în automobile au devenit unul din criteriile de bază în conceperea mijloacelor de transport. Ele sunt totodată dictate de normele legislative, precum și de aspecte mediatice sau comerciale.